# Ditrichum
Ditrichum là một chi rêu trong họ Ditrichaceae.